# ALIPH

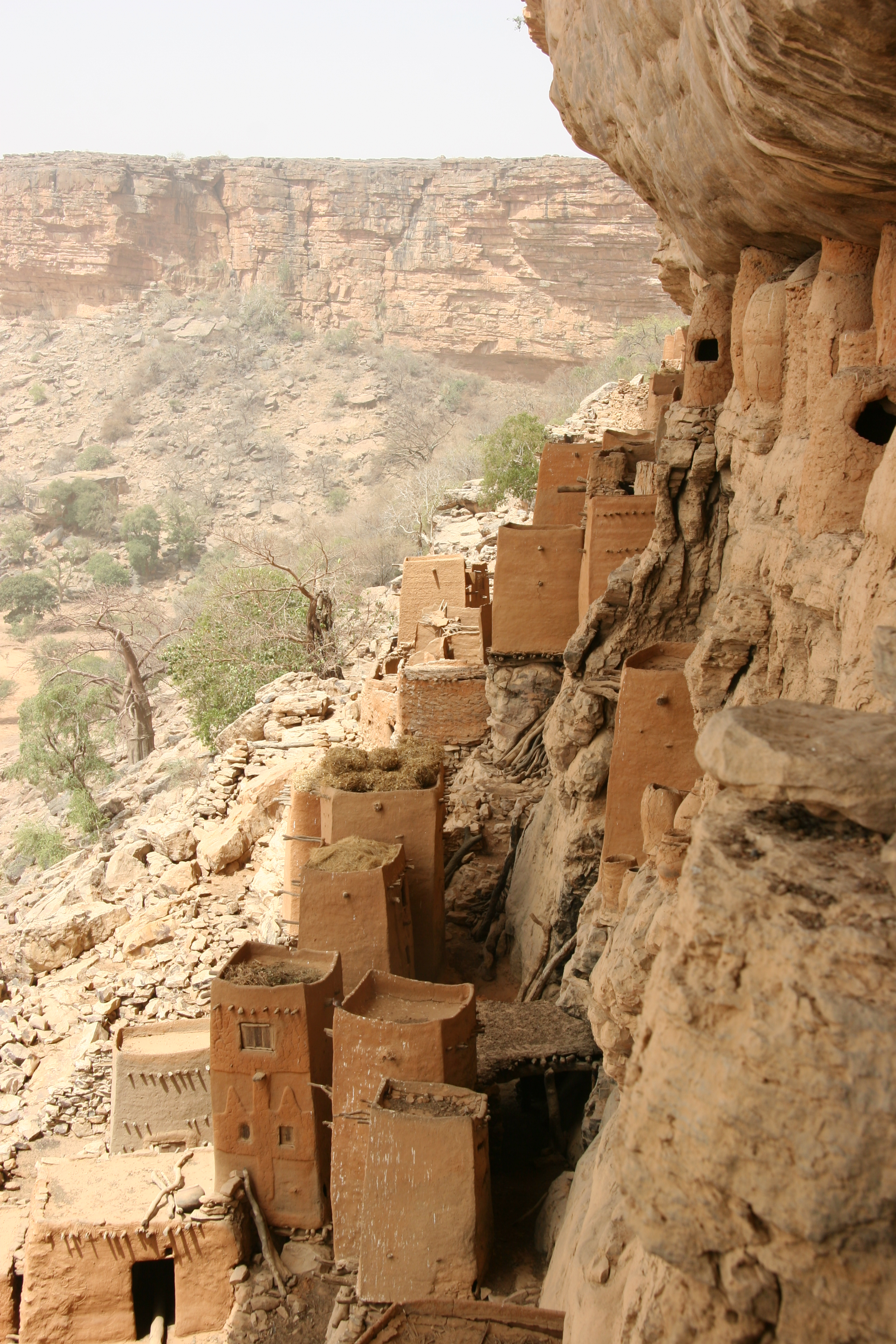
Klif van Bandiagara in Mali: deze erfgoedsite werd met fondsen van ALIPH gerestaureerd in 2020.

ALIPH of International alliance for the protection of heritage in conflict areas, in het Frans Alliance internationale pour la protection du patrimoine dans les zones en conflit is een stichting die in 2017 is opgericht om bedreigd erfgoed in conflictgebieden te redden. Het acroniem ALIPH verwijst ook naar alif, de eerste letter uit het Arabisch alfabet.

## Geschiedenis
ALIPH is een stichting die op 8 maart 2017 in Genève werd opgericht naar Zwitsers recht. Aan de oorsprong ligt het rapport "50 Franse voorstellen ter bescherming van het erfgoed van de mensheid" (voorstellen 9 en 43), die Jean-Luc Martinez, directeur van het Louvre, in november 2015 voorlegde aan de toenmalige president van Frankrijk François Hollande en waarvan de conclusies werden gepresenteerd op de G7 in Shima (Japan) in mei 2016. Het rapport verwijst ook naar resolutie 2347 Veiligheidsraad Verenigde Naties over de bescherming van cultureel erfgoed dat gevaar loopt.
Met de stichting wordt tegemoet gekomen aan de verplichtingen die zijn vastgelegd op de Algemene Conferentie van UNESCO in november 2015 en de Verklaring van Abu Dhabi over de bescherming van erfgoed en cultureel pluralisme in conflictgebieden. Aanvankelijk had UNESCO geprobeerd een noodfonds op te richten, zonder succes. Deze ALIPH-stichting is het resultaat van een aanvullend initiatief van president François Hollande en de kroonprins van de Verenigde Arabische Emiraten sheikh Mohammed bin Zayed al Nahyane.
Op een conferentie op 20 maart 2017 in het Louvre te Parijs werd de balans opgemaakt van de eerste financiële bijdragen van verschillende staten waaronder Frankrijk, de Verenigde Arabische Emiraten, Saoedi-Arabië, Koeweit, Luxemburg, Marokko, Zwitserland en China, voor een totaal van $76 miljoen. Daar kwamen donaties bij van privé-personen, onder wie de Amerikaanse zakenman Thomas Kaplan. Op 12 oktober 2017 wordt hij verkozen tot voorzitter, en de Fransman Valéry Freland tot uitvoerend directeur. Op 15 januari 2018 lanceerde ALIPH zijn website, in het Frans, Engels en Arabisch.
In 2020 besloot UNESCO, met financiële steun van ALIPH tot een restauratieproject voor zowel het architecturaal als het immaterieel erfgoed van de Klif van Bandiagara, die erg heeft geleden door de gevolgen van de Malinese Burgeroorlog 2012-2013.